# Serra do Mar

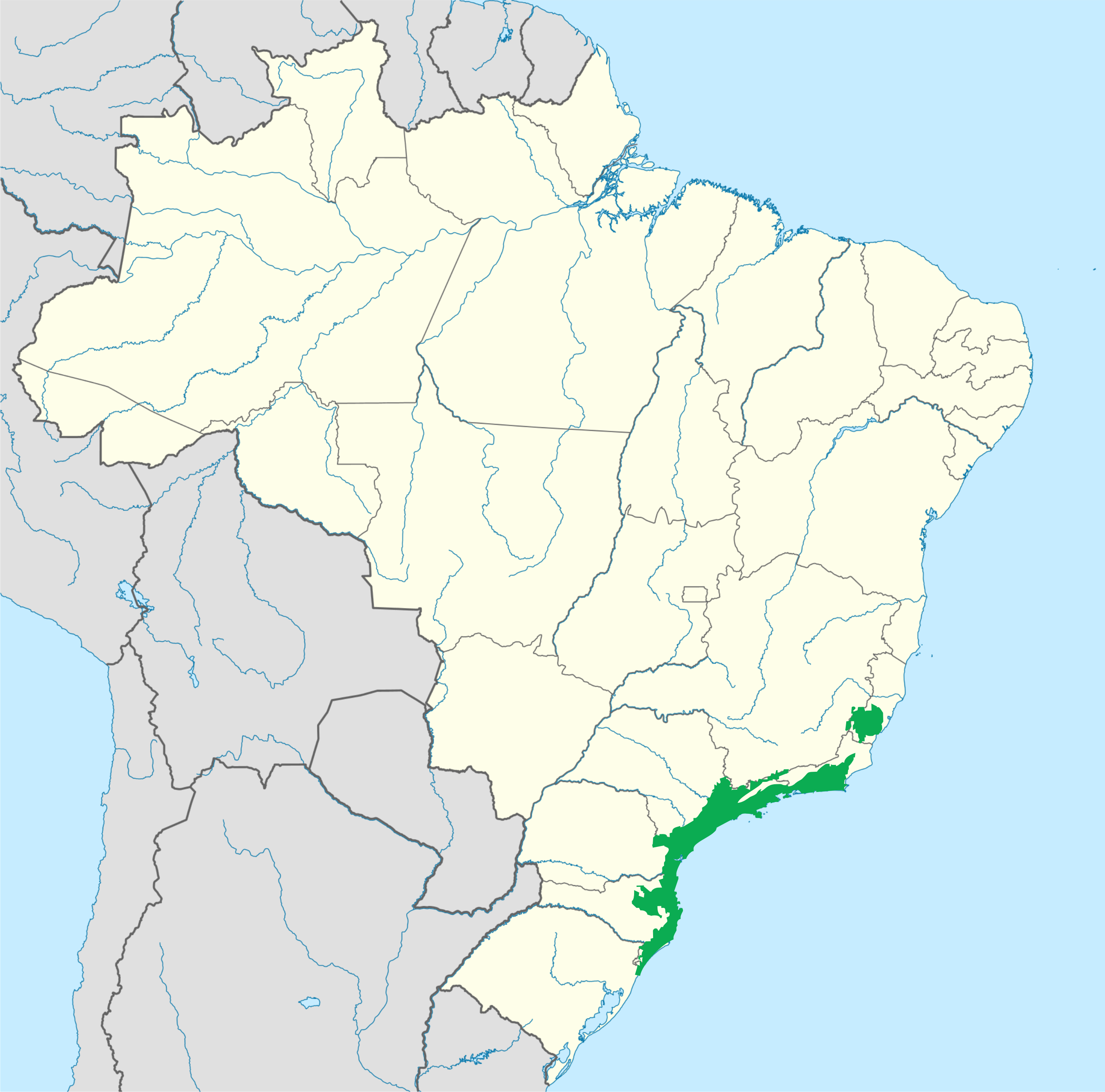
Zalesněná část pohoří Serra do Mar.

Serra do Mar je horské pásmo, které se táhne v délce 2 600 km při pobřeží Atlantského oceánu v jihovýchodní části Brazílie ve státě São Paulo. Jeden z nejvyšších bodů tohoto pohoří je hora Pico da Caledônia, která se vypíná do výšky 2 219 m nad mořem.

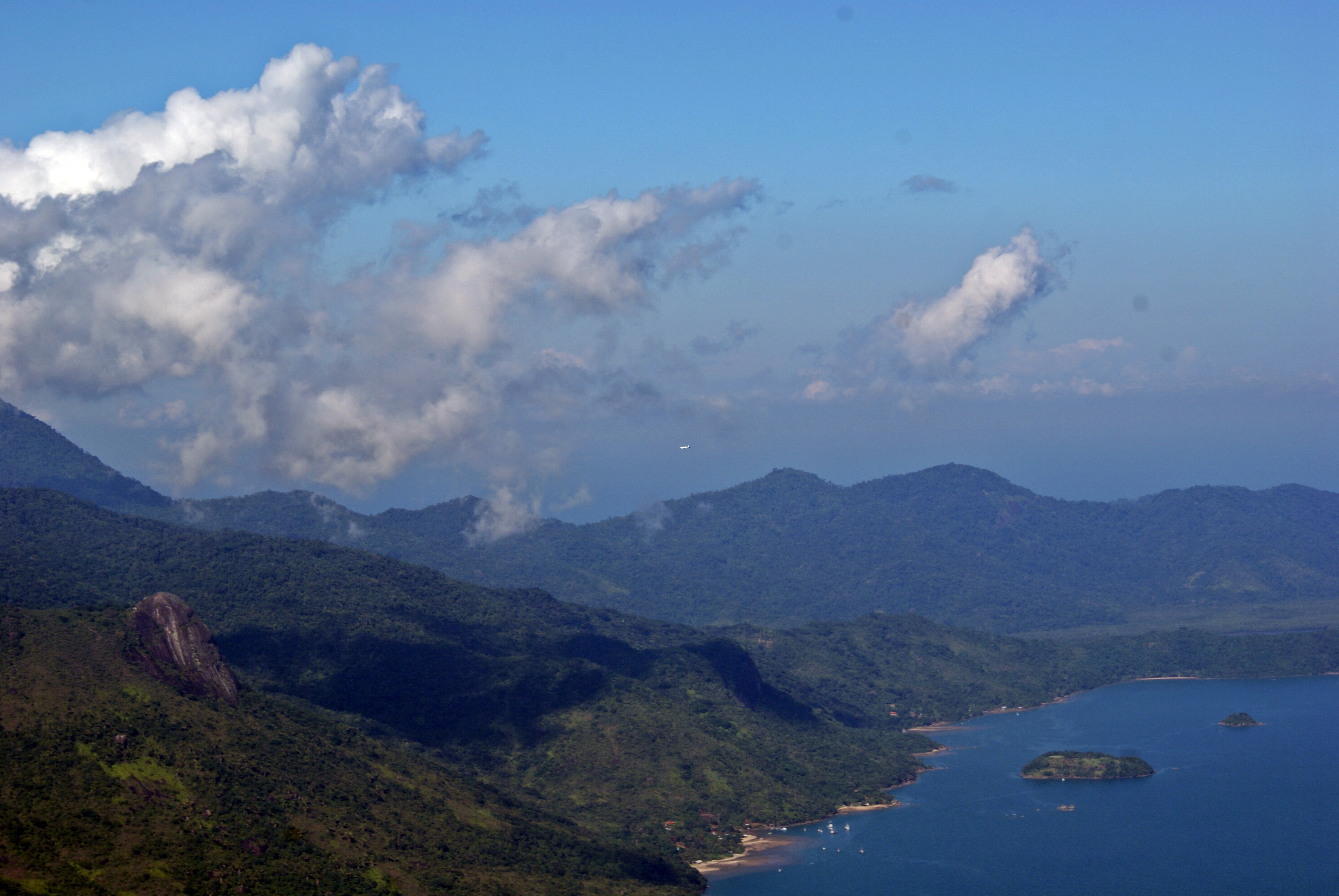
Pohoří Serra do Mar.

Geologicky patří pohoří Serra do Mar k masivnímu krystalickému skalnímu podloží, které tvoří východní část Jižní Ameriky a tektonicky je velmi stabilní. Většina vyvýšenin Serra do Mar vznikla před 60 miliony lety.